# Trebel
La Trebel est une rivière du Mecklembourg-Poméranie-Occidentale, en Allemagne, qui mesure 75 kilomètres de longueur et qui prend sa source près de Zarnewanz, avec la Trebel de Porgendorf (qui est rejointe à Grimmen par la Beek qui prend sa source encore plus au nord). La Trebel, après Grimmen, traverse Quitzin vers l'ouest, puis Franzburg et Tribsees en direction du sud. Plus loin au sud-est elle marque la frontière historique entre la Poméranie et le Mecklembourg. Elle se jette dans la Peene, près de Demmin.
La rivière est mentionnée pour la première fois par écrit en 1285, lorsque Tribsees, qui se trouve sur ses rives, reçoit les privilèges de ville des mains du prince de Rügen, Wizlaw II.